# 緒方太郎 (銀行家)
緒方 太郎（おがた たろう、1919年7月10日 - 2003年12月8日）は、日本の銀行家。

## 経歴
東京都出身。父は陸軍大将の緒方勝一。1943年に東京帝国大学経済学部を卒業し、同年に日本銀行に入行し、1974年4月から1975年4月までに理事を務めた。
1975年5月に千葉銀行副頭取に就任し、1976年4月には頭取に昇格。1987年6月に会長に就任し、1991年6月に取締役相談役を経て、1997年6月には相談役に就任。
1985年11月に藍綬褒章を受章し、1990年11月に勲二等旭日重光章を受章。
2003年12月8日肺炎のために死去。84歳没。墓所は多磨霊園。